# Sami Eleraky
Sami Eissa Eleraky (Aalborg, 30 maggio 1993) è un cestista danese con cittadinanza egiziana.